# ФК Будућност Крушик 2014
ФК Будућност Крушик 2014 је српски фудбалски клуб из Ваљева. Клуб је настао 2014. године, фузијом ваљевске Будућности и Крушика. Тренутно се такмичи у Српској лиги Запад, трећем рангу фудбалских такмичења у Србији. 

## Историја

### Будућност
ФК Будућност је основана 1919. године под именом РФК Будућност (Раднички фудбалски клуб Будућност). Ускоро је постала првак Ваљевске лиге и у међуратном периоду се такмичила у лиги београдског подсавеза. Пар година након рата, Будућност се спојила са другим ваљевским клубом, ФК Напред, и почела је такмичење у српској лиги, тада четвртом такмичарском степену. У 3 сезоне (1996—1998) била је члан Прве лиге Југославије. 

### Крушик
ФК Крушик је основан 1939. и највећи успех му је пласман Српску лигу Запад у сезони 2011/12. У првој сезони освојили су 13. место, а у другој 11. место.

### Спајање клубова
Десетог јула 2014. године донесена је одлука да се Будућност и Крушик фузионишу један клуб. Четири дана касније одржана је конситутивна седница, на коме је донесена одлука о формирирању новог клуба клуба Будућност Крушик 2014. У првој сезони, играчи су били одабрани чланови оба тима, или бар они који су желели да остану у клубу. Новонастали клуб се поноси традицијом оба клуба, али се не води као наследник ни једног већ него као нови клуб.
Клуб је стандарни трећелигаш. У првој сезони освојили су 3. место. У сезони 2015/16 заузели су 2. место са 6 бода мање од првопласиране Мачве, а следеће сезоне поновили су успех са само три бода мање од Радничког из Крагујевца.

## Резултати
| Сезона   | Ранг | Лига                      | Позиција | ИГ | Д  | Н  | П  | ГД | ГП | ГР  | Бод | Куп                  |
| -------- | ---- | ------------------------- | -------- | -- | -- | -- | -- | -- | -- | --- | --- | -------------------- |
| 2014/15. | 3    | Српска лига Запад         | 3.       | 30 | 16 | 8  | 6  | 50 | 27 | +23 | 56  | Није се квалификовао |
| 2015/16. | 3    | Српска лига Запад         | 2.       | 30 | 16 | 8  | 6  | 43 | 20 | +23 | 56  | Није се квалификовао |
| 2016/17. | 3    | Српска лига Запад         | 2.       | 30 | 17 | 8  | 5  | 44 | 24 | +20 | 59  | Није се квалификовао |
| 2017/18. | 3    | Српска лига Запад         | 7.       | 34 | 14 | 5  | 15 | 45 | 38 | +7  | 47  | Није се квалификовао |
| 2018/19. | 3    | Српска лига Запад         | 8.       | 30 | 10 | 12 | 8  | 30 | 24 | +6  | 42  | Није се квалификовао |
| 2019/20. | 3    | Српска лига Запад         | 3.       | 19 | 10 | 6  | 3  | 24 | 12 | +12 | 36  | Није се квалификовао |
| 2020/21. | 3    | Српска лига Запад         | 13.      | 34 | 13 | 8  | 13 | 49 | 43 | +6  | 47  | Није се квалификовао |
| 2021/22. | 4    | Колубарско-мачванска зона | 1.       | 24 | 16 | 5  | 3  | 67 | 17 | +50 | 53  | Није се квалификовао |
| 2022/23. | 3    | Српска лига Запад         | 8.       | 30 | 9  | 10 | 11 | 27 | 37 | -12 | 37  | Није се квалификовао |
| 2023/24. | 3    | Српска лига Запад         | 4.       | 30 | 12 | 11 | 7  | 39 | 30 | +9  | 47  | Није се квалификовао |
| 2024/25. | 3    | Српска лига Запад         | 6.       | 30 | 11 | 10 | 9  | 34 | 29 | +5  | 41  | Није се квалификовао |
| 2025/26. | 3    | Српска лига Запад         | —        | —  | —  | —  | —  | —  | —  | —   | —   | —                    |